# Kurzschopfhornvogel
Der Kurzschopfhornvogel (Anorrhinus galeritus) ist eine asiatische Vogelart, die zu den Nashornvögeln (Bucerotidae) gehört. Sie kommt auf den südostasiatischen Inseln Sumatra und Borneo, auf den Natuna-Inseln sowie auf der Malaiischen Halbinsel vor.

## Merkmale
Der Kurzschopfhornvogel ist ein mittelgroßer Hornvogel und erreicht eine Gesamtlänge von 65 bis 70 Zentimeter und ein Gewicht von 1134 bis 1247 g. Das Gefieder ist dunkelbraun mit einem grünlichen Einschlag auf dem Rücken. Der Schwanz ist graubraun, die Schwanzspitze ist schwarz. Die unbefiederte Haut rund um die Augen und die unbefiederte Kehle sind blau. Hinter den Augen befindet sich je ein weißer Fleck. Die Iris ist rot, die Beine sind dunkelbraun. Der Schnabel der Männchen ist schwarz, der der Weibchen gelblich mit einer schwärzlichen Schnabelbasis. Jungvögel ähneln den adulten Männchen. Ihre Federn haben jedoch braune Spitzen, am Bauch sind sie heller, ihr Schnabel ist olivgrün, die Augen braun und die unbefiederte Gesichtshaut hellgelb. Die Färbung der Erwachsenen nehmen sie im Laufe ihres zweiten Lebensjahres an.

## Lebensraum und Lebensweise
Der Kurzschopfhornvogel kommt in immergrünen, dichten Wäldern vor, auf Sumatra bis in einer Höhe von 1800 Metern und auf dem südostasiatischen Festland bis in einer Höhe von 1220 Metern. Dabei werden Wälder mit einem dichten Bestand an Feigenbäumen bevorzugt, die Art kommt aber auch in von Flügelfruchtgewächsen dominierten Wäldern und in Torfmoorwäldern vor. Am häufigsten sind die Vögel am Rand von Lichtungen und an den Ufern von Flüssen und Bächen zu sehen. Kurzschopfhornvögel ernähren sich von Früchten, Insekten, kleinen Echsen und Fröschen. Bevorzugt werden Früchte, die viel Fett enthalten, z. B. von Mahagonigewächsen und Muskatnussgewächsen, aber auch Feigen werden in großen Mengen verzehrt. Nach Beobachtungen, die auf Sumatra gemacht wurden, ist der Anteil tierischer Nahrung beim Kurzschopfhornvogel unter allen Nashornvögel am größten. Auf Nahrungssuche schließen sich die Vögel oft zu kleinen Gruppen zusammen.
Kurzschopfhornvögel vermehren sich das ganze Jahr hindurch. Gebrütet wird, wenn reichlich Nahrung vorhanden ist und es kann bei günstigen Umständen zu zwei Bruten im Jahr kommen, aber auch zwei Jahre vergehen. Wie andere Hornvögel brütet der Kurzschopfhornvogel in großen (D 50 cm) natürlichen Baumhöhle in Höhen von 10 bis 25 Metern. Die Vögel brüten in Gruppen mit einem dominanten Paar und mehreren jungen, vor allem männlichen Helfern. Das Gelege besteht aus 2 bis 3 Eiern, die etwa 30 Tage lang bebrütet werden. Die Haut der nackten, frisch geschlüpften Nestlinge ist gelblich-rosa gefärbt. Während der Brut mausert das Weibchen. Die Jungvögel werden mit hervorgewürgten Früchten und Kleintieren gefüttert. Nach etwa 60 Tagen werden sie flügge. Eine Woche vorher verlässt das Weibchen die Baumhöhle. Nach dem Flüggewerden bleiben die Jungvögel noch weitere 5 bis 6 Monate in der elterlichen Gruppe.

## Systematik
Der Kurzschopfhornvogel wurde 1831 durch den niederländischen Zoologen Coenraad Jacob Temminck erstmals wissenschaftlich beschrieben.
Zusammen mit dem Austenhornvogel (Anorrhinus austeni) und dem Tickellhornvogel (Anorrhinus tickelli), beide vom südostasiatischen Festland, bildet er die Gattung der Braunhornvögel (Anorrhinus), die 1849 durch den deutschen Naturwissenschaftler Ludwig Reichenbach eingeführt wurde. Einige Autoren stellen diese zwei Arten jedoch in Ptilolaemus. Die Gattung Anorrhinus wäre dann monotypisch mit dem Kurzschopfhornvogel als einziger Art.

## Gefährdung
Der Kurzschopfhornvogel gilt als potenziell gefährdet (Near Threatened). Er hat zwar ein großes Verbreitungsgebiet, ist jedoch im größten Teil des Verbreitungsgebietes nicht häufig und leidet unter illegaler Abholzung, Wilderei und sonstigen Eingriffen in den Wald. Die Art hat jedoch eine gewisse Widerstandsfähigkeit gegenüber Habitatveränderungen und kommt auch in Sekundärwäldern vor.